# Peter Shaw Green
Peter Shaw Green (11 de septiembre de 1920 - 17 de septiembre de 2009) fue un botánico y pteridólogo inglés. Trabajó extensamente en Royal Botanic Gardens, Kew.

## Algunas publicaciones
- Green, P. Plants-Wild and Cultivated: A Conference on Horticulture and Field Botany. Ed. Botanical Society of the British Isles. ISBN 0-900848-66-9
- Green, P; M Grierson. A Hawaiian Florilegium: Botanical Portraits from Paradise. ISBN 0-915809-20-6
- ----; E Gotz, KU Kramer. Pteridophytes and Gymnosperms. ISBN 0-387-51794-4

### Libros
- Stearn, WT; J Shaw, P Shaw Green, B Mathew. 2002. The Genus Epimedium and Other Herbaceous Berberidaceae. Ed. Timber Press, 354 pp. ISBN 0-88192-543-8

- 1973. Plants, Wild and Cultivated. 231 pp. ISBN 0-900848-66-9

- La abreviatura «P.S.Green» se emplea para indicar a Peter Shaw Green como autoridad en la descripción y clasificación científica de los vegetales.[1]